# Geoffrey Downes
Geoffrey "Geoff" Downes, född 25 augusti 1952 i Stockport, Greater Manchester, är en brittisk keyboardist, låtskrivare och producent. Han är främst känd från banden The Buggles och Asia men har även spelat en tid med Yes och gett ut ett antal soloskivor.
Downes inledde sin karriär i new wave-bandet The Buggles, som han bildade med Trevor Horn 1977. Duon fick 1979 en hit med singeln "Video Killed the Radio Star". 1980 värvades de båda till progrockgruppen Yes, där Downes ersatte Rick Wakeman. Han medverkade på albumet Drama och en efterföljande turné. 
När Yes sedan sprack upp bildade Downes och gitarristen Steve Howe tillsammans med Carl Palmer från Emerson, Lake & Palmer och John Wetton från King Crimson supergruppen Asia. Gruppen hade några hitar i början av 80-talet, bland annat "Heat of the Moment" från debutalbumet Asia. Medan de övriga medlemmarna så småningom hoppade av fortsatte Downes att driva bandet och var länge den enda kvarvarande originalmedlemmen. 2006 återförenades dock originaluppsättningen av bandet.
Parallellt med Asia har Downes även spelat in en rad soloalbum och arbetat med andra musiker, däribland John Wetton och Glenn Hughes. Han har även producerat album åt bland annat Mike Oldfield, Thompson Twins och GTR.

## Diskografi
Solo
- 1987 – The Light Program
- 1992 – Vox Humana
- 1994 – Evolution
- 1998 – The Work Tapes (med Geoff Downes & Glenn Hughes)
- 2000 – The World Service (med The New Dance Orchestra)
- 2003 – Shadows and Reflections (live)
- 2003 – The Collection (samlingsalbum med The New Dance Orchestra)
- 2005 – Roads Of Destiny (samlingsalbum med Geoff Downes & Glenn Hughes)
- 2006 – The Bridge (med The New Dance Orchestra)
- 2015 – Ride The Tiger (med Geoff Downes & Greg Lake)